# Очоа, Педро
Педро Очоа Баигорри (исп. Pedro Ochoa Baigorri; 22 февраля 1900, Авельянеда, Аргентина — 5 сентября 1947, Тандиль, Буэнос Айрес, Аргентина) — аргентинский футболист. Играл на позициях полузащитника и нападающего. На протяжении всей карьеры выступал за «Расинг», в составе которого стал 6-кратным чемпионом Аргентины. Чемпион Южной Америки 1927 и серебряный призёр Олимпийских Игр 1928 в составе сборной Аргентины. Один из лучших и самых популярных игроков Аргентины 1920-х годов.

## Карьера в «Расинге»
Очоа стал игроком «Расинга» в 1913 году, но только в 1916-м дебютировал за первую команду. В первые годы после перевода в основу играл зачастую правым полузащитником, хотя на молодёжном уровне зарекомендовал себя талантливым нападающим. Причиной тому — очень высокая конкуренция в линии нападения, где в те годы блистали Хуан Перинетти и Альберто Оако. До начала 1920-х годов Педро Очоа оставался на втором плане в команде и имел лишь опосредованное отношение к завоеванию ею многочисленных трофеев на национальном и международном уровне. Лишь на рубеже десятилетий Очоа смог выйти из тени старших одноклубников, добиться доверия лидеров команды и завоевать расположение болельщиков. Довольно скоро и сам Очоа выдвинулся в лидеры «Расинга», расставшегося с большинством своих ветеранов и вступившего на путь обновления. В какой-то степени Очоа можно считать наследником завершившего в 1920 году карьеру Перинетти: как и Хуан, Педро отличался первоклассным дриблингом и высокой скоростью, и точно так же, как его старший современник, проделал в «Расинге» путь в нападающие из полузащиты. Техничность Очоа и сделала его новым любимцем публики. Изысканная игра, впечатляющий контроль мяча, известная доля озорства в обращении с незадачливыми соперниками, неистовство и «инстинкт убийцы» — всё это вывело популярность Очоа далеко за рамки спорта. Его игровые навыки восхищали людей искусства; Карлос Гардель спел о Педро Очоа в танго Patadura, а Освальдо Фресета посвятил ему аналогичное произведение Ochoíta, названное по прозвищу Очоа, данному ему тем же Гарделем. Остроумие Педро Очоа отмечено попаданием его высказывания в известный сборник «100 лучших фраз из аргентинского футбола».
В эру AAm «Расинг» трижды выигрывает чемпионат и каждая победа приходится на уникальный период в карьере Очоа. Так, сезон 1919 — первый для Педро в качестве игрока основы; 1921 — переходный период в истории клуба, когда лидеры прошлого уже ушли, а лидеры будущего, и Очоа в том числе, ещё только обозначают себя в этом качестве; 1925 — время расцвета футболиста Очоа: он — в авангарде аргентинского футбола, признанный лидер и символ своего клуба и его главная звезда.
Первый профессиональный футбольный чемпионат в истории Аргентины стал последним в карьере Педро Очоа: проведя в сезоне 1931 только 5 матчей (из 34 сыгранных в турнире) и забив в них два гола, «Король дриблинга» повесил бутсы на гвоздь.

## Сборная Аргентины
Как ни странно, но лучший футболист аргентинского топ-клуба и один из лучших игроков Аргентины вообще так и не стал сколько-нибудь заметной фигурой в национальной сборной. Да и всего-то на счету Педро Очоа - два матча за сборную, один официальный и один товарищеский. Дебютировал он за Аргентину в зрелом возрасте, 30 октября 1927 года, выйдя в стартовом составе на первый матч Чемпионата Южной Америки 1927 против команды Боливии (7:1). В первой и последней официальной игре на международном уровне Очоа получил серьёзную травму, во многом и предопределившую эпизодический характер его присутствия в составе национальной команды и, очевидно, приблизившей окончание игровой карьеры. Утешением для Очоа могла стать золотая медаль и титул чемпиона континента, добытый его товарищами в решающем поединке против Уругвая (3:2). 1 апреля 1928 года Очоа вновь призван в сборную. В его активе — исторический матч против Португалии в Лиссабоне (0:0), первый для аргентинцев футбольный матч за пределами Южной Америки.
Педро Очоа вошёл в заявку сборной Аргентины на Олимпийские Игры 1928 в Амстердаме, однако на поле в итоге так ни разу и не появился. Что, разумеется, не помешало футболисту стать серебряным призёром главного на тот момент турнира в мире футбола.
Итог международной карьеры Очоа: два матча и две медали.

## Достижения
Расинг (Авельянеда)
- Чемпион Аргентины: (6) 1916, 1917, 1918, 1919 AAm, 1921 AAm, 1925 AAm
- Обладатель Кубка Карлоса Ибаргурена: (3) 1916, 1917, 1918
- Обладатель Кубка Славы Муниципалитета Буэнос-Айреса: (1) 1917
- Обладатель Кубка Рио де Ла Платы: (2) 1917, 1918
- Серебряный призёр Чемпионата Аргентины: 1920 AAm
- Финалист Кубка Славы Коусиньер: 1917
- Финалист Кубка Рио де Ла Платы: 1916

 Сборная Аргентины
- Чемпион Южной Америки: (1) 1927
- Серебряный призёр Олимпийских Игр: 1928

## Образ Очоа в искусстве
Педро Очоа упоминается в танго Карлоса Гарделя Patadura, записанном в Париже 15 декабря 1928 года.
Piantáte de la cancha, dejále el puesto a otro

de puro patadura estás siempre en orsay;

jamás cachás pelota, la vas de figurita

y no servís siquiera para patear un hands.

Querés jugar de forward y ser como Seoane

y hacer como Tarasca de media cancha gol.

Burlar a la defensa con pases y gambetas

y ser como Ochoíta el crack de la afición.

Выражение ser como Ochoíta el crack de la afición стало нарицательным в Аргентине.
Танго Patadura появилось на закате карьеры Очоа и было воспринято современниками как дань уважения легенде аргентинского футбола.
В более широкой перспективе эмоционально сильный фрагмент произведения с упоминанием Очоа, возносящегося здесь в ранг полумифологического героя, следует считать прощанием с романтической эрой футбола.

## Интересные факты
- Педро Очоа стал первым футболистом, фотография которого была размещена на первой полосе самого популярного спортивного издания Аргентины и Латинской Америки El Grafico (в номере за 24 октября 1925 года; фотография сделана 3 октября).